# Lampyris iberica
O pirilampo ibérico (Lampyris iberica) é uma espécie de insetos coleópteros polífagos pertencente à família Lampyridae.
Trata-se de uma espécie presente no território português.